# La voce del padrone
La voce del padrone (La Voix de son maître) était un label discographique émanation de la maison anglaise His Master's Voice ; le siège italien se situait à Milan.

## Histoire
Depuis 1904 les disques de la His Master's Voice étaient distribués en Italie par la Saif (Società Anonima Italiana di Fonotipia), dont le siège était à Milan.
La maison discographique anglaise s'appelle en réalité Gramophone, mais à cause de la peinture de Francis Barraud « His Master's Voice » (La voix de son maîtres) qui représente le chien Nipper écoutant un gramophone, utilisé pour représenter le logo dans l'étiquette, le label discographique prit ce nom officieusement.
Le label a été actif jusqu'au début des années 1970, la société étant absorbée dans le label EMI.